# Madame de Ventadour
Charlotte de La Motte Houdancourt, vévodkyně z Ventadour (Charlotte Eléonore Madeleine; 1654–1744) byla guvernantka krále Ludvíka XV., pravnuka Ludvíka XIV. Je jí přičítáno, že zachránila Ludvíka XV. před královskými lékaři, když byl jako dítě nemocný. Byla Gouvernante des enfants royaux (guvernantka dětí Francie), stejně jako její matka, sestra, vnučka, manželka vnuka a pravnučka.

## Život

### Původ a manželství
Charlotte se narodila jako nejmladší ze tří dcer Philippa de La Mothe-Houdancourt, vévody z Cardony a maréchala de France, a Louisy de Prie, markýzy z Toucy, vévodkyni z La Motte Houdancourt a guvernantky dětí Francie. Charlottinými sestrami byly:
- Françoise Angélique de La Mothe Houdancourt
- Marie Isabelle Angélique de La Mothe-Houdancourt

14. března 1671 se sedmnáctiletá Charlotte v Paříži provdala za o sedm let staršího Louise Charlese de Lévis, vévodu z Ventadour a guvernéra Limousinu.
Vévoda byl obecně považován za "hrůzného" - byl velmi ošklivý, fyzicky deformovaný a sexuálně zhýralý - přesto nešťastné manželství kompenzovala privilegia patřící vévodkyni, např. le tabouret: v dopise své dceři popsala madame de Sévigné incident, který se odehrál v Saint-Germain při audienci u královny.
„...přišlo mnoho vévodkyň, včetně krásné a okouzlující vévodkyně z Ventadoru. Než jí přinesli posvátnou stoličku, trochu se zdrželi. Obrátila jsem se k velmistrovi a řekla jsem: ‚Ach, jen jí to dejte. Určitě ji to stálo dost,' a on souhlasil“
Charlotte a Louis Charles spolu měli jednu dceru, Anne Geneviève de Lévis, narozenou v únoru 1673. Po narození dcery madame de Ventadour upřednostňovala pobývat v Paříži odděleně od manžela, další děti se už nenarodily. Nakonec si zajistila u dvora novou pozici.

### Kariéra u královského dvora

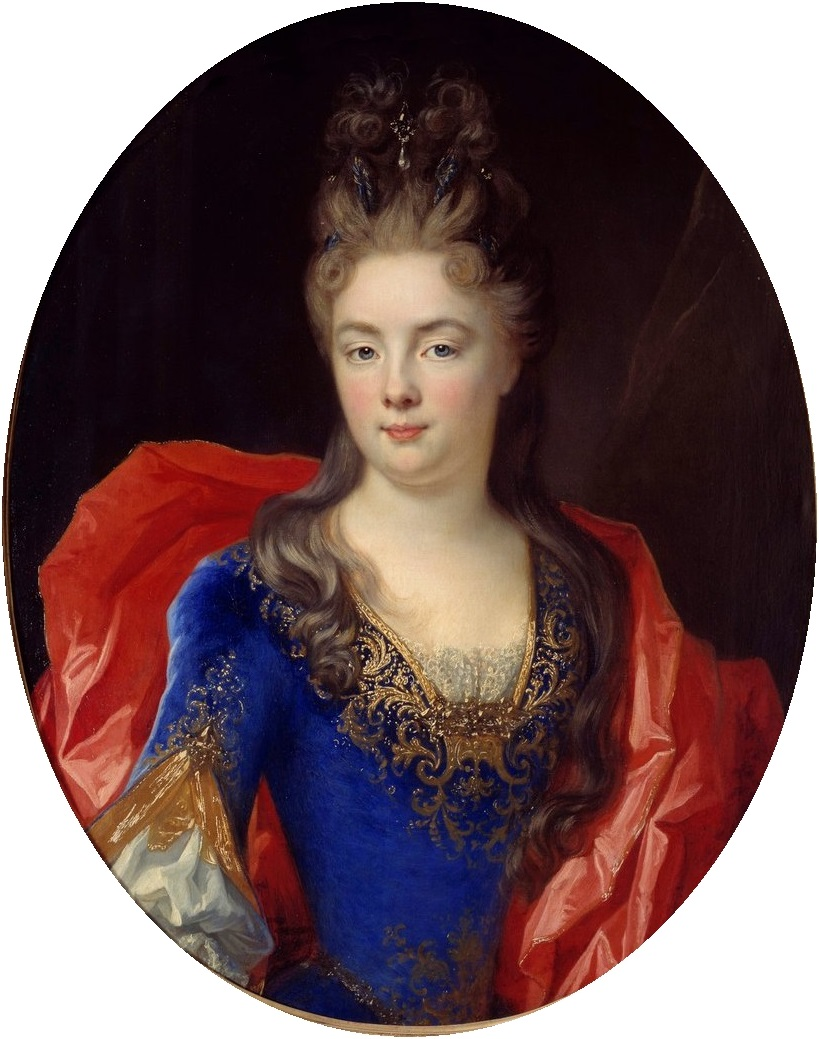
Její jediné dítě, Anne Geneviève de Lévis, Nicolas de Largillière.

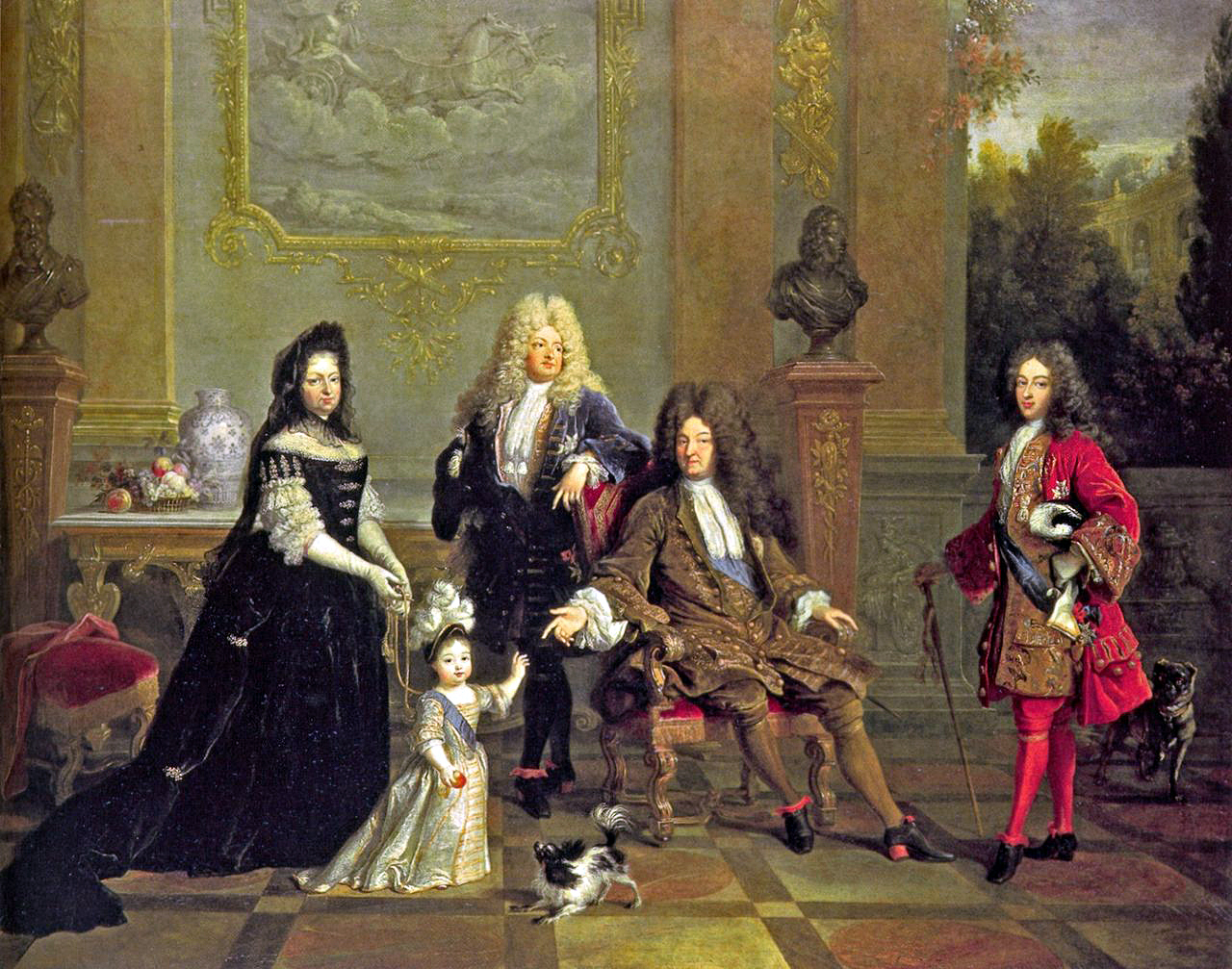
Madame de Ventadour na obraze s Ludvíkem XIV. a jeho dědici (1715–1720)
Londýn, Wallace Collection Kompozitní portrét Bourbonské posloupnosti, vytvořen v letech 1715–1720. Ludvík XIV. obklopen svými dědici a ukazující na svého pravnuka Ludvíka, vévodu z Anjou (budoucí král Ludvík XV.), což symbolizuje souhlas staršího muže s jeho mladým dědicem. Madame de Ventadour, guvernantka malého vévody (a jediná nekrálovská osoba na obraze) drží v rukou otěže svého chráněnce. Její přítomnost odkazuje na její roli při "záchraně" dynastie během epidemie spalniček v roce 1712.

Madame de Ventadour žila velkou část svého života u královského dvora, kde během sedmdesáti let vystřídala různé pozice. Od roku 1660 do svého sňatku v roce 1671 sloužila jako mladší dvorní dáma královny (Fille d'honneur).
V roce 1684 si zajistila u dvora nový úřad a začala sloužit jako Dame d'honneur královy švagrové, Alžběty Šarloty, Madame Palatine; u tohoto postu byla do roku 1703. Byla u Madame velmi oblíbená a ta pak obviňovala madame de Maintenon, když Vendator v roce 1703 opustila svou pozici.
Madame de Ventadour byla v roce 1704 jmenována guvernantkou královských dětí. Spolu se svou sestrou Marie Isabelle Angélique de La Mothe-Houdancourt sloužila jako zástupkyně guvernantky, zatímco hlavní guvernantkou zůstávala její matka. Asistovaly jim Anna Julie de Melun, Madame de La Lande a Marie-Suzanne de Valicourt. Když její matka v roce 1709 zemřela, stala se její nástupkyní nejprve její nejstarší dcera a v roce 1710 Madame de Ventadour.
V roce 1712 udeřila na královskou rodinu nákaza spalniček, která způsobila řadu úmrtí významných osobností u dvora. První zemřela Dauphine, Marie Adelaide Savojská. Během týdne ji do hrobu následoval její manžel se zlomeným srdcem, dauphin Ludvík. Manželé po sobě zanechali dva syny, bretaňského vévodu Ludvíka a Ludvíka, vévodu z Anjou, z nichž starší byl dědic trůnu.
Nemoc však ještě neskončila; bretaňský vévoda (nyní dauphin) i vévoda z Anjou se nakazili spalničkami. Dauphinovi se věnovali královští lékaři, kteří mu pouštěli žilou ve víře, že mu to pomůže uzdravit se. Místo toho to malého chlapce pouze oslabilo a ten rychle zemřel; z vévody z Anjou se stal francouzský dauphin. Madame de Ventadour se rozhodla, že nedovolí, aby byla stejná léčba aplikována na vévodu z Anjou, se třemi pokojskými se zavřela a odmítla dovolit lékařům, aby se k chlapci přiblížili. Ludvík nemoc přežil a po smrti svého pradědečka se o tři roky později stal králem Francie.
Madame de Ventadour byla v pozici královské guvernantky do roku 1717, kdy byl malý král považován za dost starého na to, aby byl vychováván muži. Král byl předán mužskému guvernérovi, Françoisovi de Neufville de Villeroy, příteli a údajnému milenci Madame de Ventadour. Její manžel téhož roku zemřel a ona se vrátila ke svému místu dame d'honneur Alžběty Šarloty, vévodkyně vdovy orleánské, vdovy po vévodovi Filipovi Orleánském, jediném sourozenci Ludvíka XIV.
V roce 1721 byla jmenována královskou guvernantkou královy nevěsty Mariany Viktorie Španělské, která ve věku tří let dorazila do Francie, aby byla vychována jako budoucí francouzská královna. Jako guvernantka l'infante Reine (královny-infantky) sloužila pod Marií Annou Bourbonskou. Její úřad byl zrušen v roce 1725 kdy byla Mariana Viktorie poslána zpět do Španělska.
V letech 1727 až 1735 byla opět královskou guvernantkou, tentokrát dětí svého bývalého chráněnce Ludvíka XV., kterému se v roce 1727 narodila dvojčata. V roce 1735 se úřadu vzdala ve prospěch své vnučky.
Madame de Ventadour zemřela v roce 1744 na zámku Glatigny, své residenci ve Versailles. Přes svou dceru je předkem knížat z Guéméné z rodu Rohanů.

## Potomci
Za čtyřicet šest let manželství Charlotte porodila jednu dceru:
- Anne Geneviève de Lévis (1673–1727)